# David Sluijs
David Mozes Sluijs (Amsterdam, 29 mei 1871 - Sobibór, 9 juli 1943) was een Nederlandse bestuurder van Joodse afkomst. Hij was secretaris van de Nederlands-Israëlietische Hoofdsynagoge (NIHS) en van het Nederlands-Israëlitisch Kerkgenootschap (NIK). Tijdens de Tweede Wereldoorlog was hij lid van de Joodse Raad.

## Levensloop
Sluijs groeide op in de Amsterdamse jodenhoek. Hij woonde op de Rapenburgerstraat en de Jodenbreestraat promoveerde aan de Faculteit der Letteren van de Universiteit van Amsterdam. Zijn proefschrift had als titel De Maccabaeorum libris I et II Questiones. Bij het Nederlands Israëlietisch Seminarium haalde hij de graad van magied, maar voelde zich niet aangetrokken tot het geestelijke functie. In 1906 werd hij secretaris van de Nederlands-Israëlietische Hoofdsynagoge en in 1912 secretaris van het Nederlands-Israëlitisch Kerkgenootschap. Die laatste functie vervulde Sluijs tot 1943. Daarnaast publiceerde hij veel over de Joodse geschiedenis van Amsterdam. Tevens verrichte hij besnijdenissen. Door zijn werk was Sluijs tientallen jaren een spilfiguur binnen Joodse gemeenschap in Nederland. 
In de jaren dertig was Sluijs nauw betrokken bij de hulp aan Joodse vluchtelingen uit Duitsland. In zijn werkkamer werd het Comité voor Bijzondere Joodsche Belangen opgericht. 
In februari 1941 trad Sluijs toe tot de Joodse Raad.  In september 1942 werd Sluijs opgepakt om overgebracht te worden naar Kamp Westerbork, maar kwam dankzij zijn lidmaatschap van de Joodse Raad weer vrij. Sluijs deed een aanvraag om in Barneveld geïnterneerd te worden, maar kreeg een afwijzend antwoord. Bij de razzia van 20 juni 1943 werd Sluijs alsnog overgebracht naar Westerbork. Hij verbleef daar twee weken. waarna deportatie volgde naar het Poolse concentratiekamp Sobibór, waar hij samen met zijn vrouw bij aankomst in de gaskamer vermoord werd.

## Persoonlijk
Sluijs was getrouwd met Rosette Levie (1876-1943). Samen kregen zij drie dochters. Elisabeth Sluijs (1909-1943) en Jacoba Louise Citroen-Sluijs (1912-1943) werden eveneens vermoord in Sobibór. Hester Boekdrukker-Sluijs (1910-1994) slaagde er in mei 1940 samen met haar man en twee kinderen in naar Engeland te ontkomen. In 1933 was Sluijs benoemd tot ridder in de Orde van Oranje-Nassau. In 1986 is het voetpad langs de Nieuwe Herengracht naast de Hortus naar hem vernoemd, het  Doctor D.M. Sluyspad.
- Biografisch Portaal: 03853666
- International Standard Name Identifier: 0000 0000 6978 2718
- Library of Congress Control Number: no2022118298
- Nationale Bibliotheek van Israël: 987007268162905171
- Nederlandse Thesaurus van Auteursnamen: 10866662X
- Virtual International Authority File: 98222310
- WorldCat: E39PBJp68qVbgYcpkXytC97vHC